# دانيلو مورا
دانيلو مورا هو مجدف كوبي، ولد في 21 فبراير 1961.

## وصلات خارجية
- دانيلو مورا على موقع الاتحاد الدولي للتجديف (الإنجليزية)
- دانيلو مورا على موقع اللجنة الأولمبية الدولية (الإنجليزية)
- دانيلو مورا على موقع أوليمبيديا (الإنجليزية)